# Hardinxveld-Giessendam
Hardinxveld-Giessendam (anhörenⓘ) ist eine Gemeinde der niederländischen Provinz Südholland und zählte am 1. Januar 2025 laut Angabe des CBS 19.126 Einwohner. Ihre Gesamtfläche beträgt 19,35 km².
Die Gemeinde umfasst das Zwillingsdorf Hardinxveld-Giessendam, wo sich auch das Rathaus befindet, und das mehr östlich liegende Boven Hardinxveld.

## Lage und Wirtschaft
Hardinxveld-Giessendam liegt am Nordufer des Flusses Merwede, im Polder Alblasserwaard, zwischen Sliedrecht und Gorinchem. Es hat einen Kleinbahnhof an der Linie Dordrecht – Tiel. Auch die Autobahn Rijksweg 15 zwischen diesen beiden Städten verläuft durch die Gemeinde.
Angrenzende Gemeinden sind im Norden Molenlanden, im Osten Gorinchem, im Süden Altena, im Südwesten Dordrecht und im Westen Sliedrecht.
Die Lage am Fluss hat die Industrie stark gefördert. Im Dorf gibt es viele Betriebe, die Schiffsteile produzieren, einige Reparatur- und Wartungswerften, und wie auch in Werkendam viele Bauunternehmen.

## Geschichte
Hardinxveld und Giessendam waren ursprünglich zwei verschiedene Dörfer, die beide im 13. Jahrhundert entstanden. Giessendam lag bei einem Damm im kleinen Moorbach Giessen. Hardinxveld kannte schon im Mittelalter eine Blütezeit: im 14. Jahrhundert kannte es die Zollfreiheit und hatte eine eigene Gerichtsbarkeit.

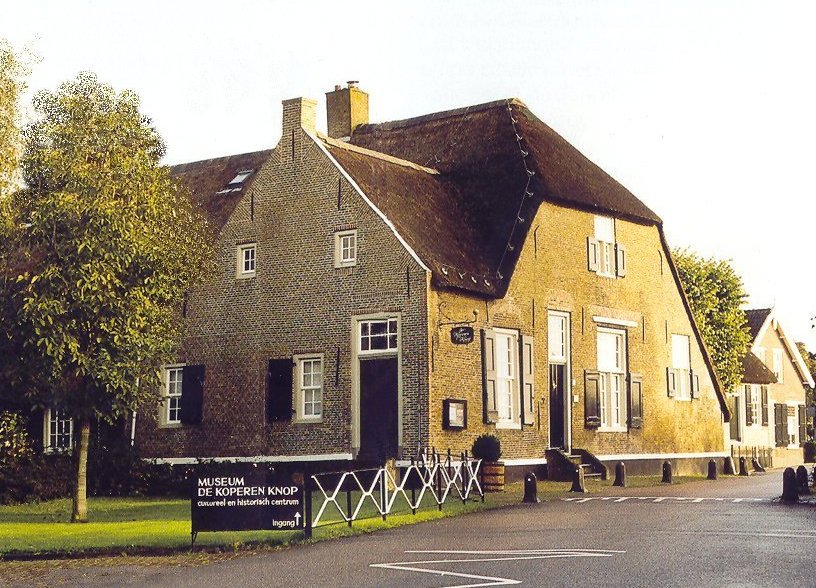
Heimatmuseum De Koperen Knop

Bis zur Mitte des 19. Jahrhunderts wurden diese Dörfer in strengen Wintern besonders bedroht durch folgende Umstände: Bei Boven Hardinxveld war der Fluss etwas schmaler als anderswo. Dadurch setzte sich mehr Sand aus dem Oberlauf ab, und es entstanden Sandbänke. Wenn der Fluss zugefroren war und wieder aufzutauen begann, bildeten sich auf diesen Sandbänken starke Eisdämme aus Eisschollen. Diese konnten mit großer Wucht die Flussdeiche zerdrücken und Überschwemmungen herbeiführen. Oft gab es Tote, der Sachschaden war immer wieder erheblich. Dadurch wurde die Ausbesserung der Deiche in dieser Region nach etwa 1820 höchste Priorität, danach blieben solche Katastrophen aus.
Mehr über die Geschichte des Alblasserwaard findet man im Heimatmuseum „De Koperen Knop“. Es ist in einem monumentalen, um 1700 erbauten Bauernhof beheimatet.

## Politik

### Sitzverteilung im Gemeinderat
Seit 1982 wird der Gemeinderat folgendermaßen geformt:
| Partei                                   | Sitze | Sitze | Sitze | Sitze | Sitze | Sitze | Sitze | Sitze | Sitze | Sitze | Sitze |
| Partei                                   | 1982  | 1986  | 1990  | 1994  | 1998  | 2002  | 2006  | 2010  | 2014  | 2018  | 2022  |
| ---------------------------------------- | ----- | ----- | ----- | ----- | ----- | ----- | ----- | ----- | ----- | ----- | ----- |
| Transparante Partij voor Algemeen Belang | –     | –     | –     | –     | –     | –     | 2     | 5     | 6     | 5     | 5     |
| SGP                                      | 5     | 5     | 5     | 4     | 4     | 4     | 3     | 3     | 4     | 4     | 5     |
| ChristenUnie                             | –     | –     | –     | –     | –     | 4     | 4     | 4     | 3     | 4     | 4     |
| PvdA                                     | 2     | 4     | 3     | 4     | 4     | 4     | 4     | 2     | 2     | 2     | 2     |
| CDA                                      | 3     | 2     | 3     | 3     | 2     | 2     | 2     | 2     | 1     | 2     | 1     |
| D66                                      | 0     | –     | –     | –     | –     | –     | –     | –     | –     | –     | 0     |
| Jezus Leeft                              | –     | –     | –     | –     | –     | –     | –     | –     | –     | 0     | 0     |
| VVD                                      | 3     | 2     | 2     | 3     | 3     | 3     | 2     | 1     | 1     | –     | –     |
| RPF                                      | 1     | 1     | 1     | 2     | 4     | –     | –     | –     | –     | –     | –     |
| GPV                                      | 1     | 1     | 1     | 1     | 4     | –     | –     | –     | –     | –     | –     |
| Verenigde Sociaal Democraten a           | 2     | 2     | 2     | –     | –     | –     | –     | –     | –     | –     | –     |
| Gemeentebelangen                         | 0     | –     | –     | –     | –     | –     | –     | –     | –     | –     | –     |
| Gesamt                                   | 17    | 17    | 17    | 17    | 17    | 17    | 17    | 17    | 17    | 17    | 17    |

Anmerkungen

### Bürgermeister
Seit dem 17. November 2016 ist Dirk Heijkoop (CDA) amtierender Bürgermeister der Gemeinde. Zu seinem Kollegium zählen die Beigeordneten Trudy Baggerman (Transparante Partij voor Algemeen Belang), Theo Boerman (SGP), Benhard van Houwelingen (Transparante Partij voor Algemeen Belang) sowie der Gemeindesekretär Robert ’t Hoen.
| Amtszeit  | Name                   | Partei     | Anmerkungen   |
| --------- | ---------------------- | ---------- | ------------- |
| 1957–1980 | Bram Brinkman          | ARP, CDA   |               |
| 1980–1984 | Roel Dijkstra          | CDA        |               |
| 1984–1995 | Boelhouwer van Wouwe   | CDA        |               |
| 1995–2006 | Arie Noordergraaf      | SGP        |               |
| 2006–2008 | Roel Augusteijn        | CDA        | kommissarisch |
| 2009–2012 | Maria Wiebosch-Steeman | GroenLinks |               |
| 2012–2014 | Bert Blase             | PvdA       | kommissarisch |
| 2014–2016 | Roel Augusteijn        | CDA        | kommissarisch |
| seit 2016 | Dirk Heijkoop          | CDA        |               |

## Bilder

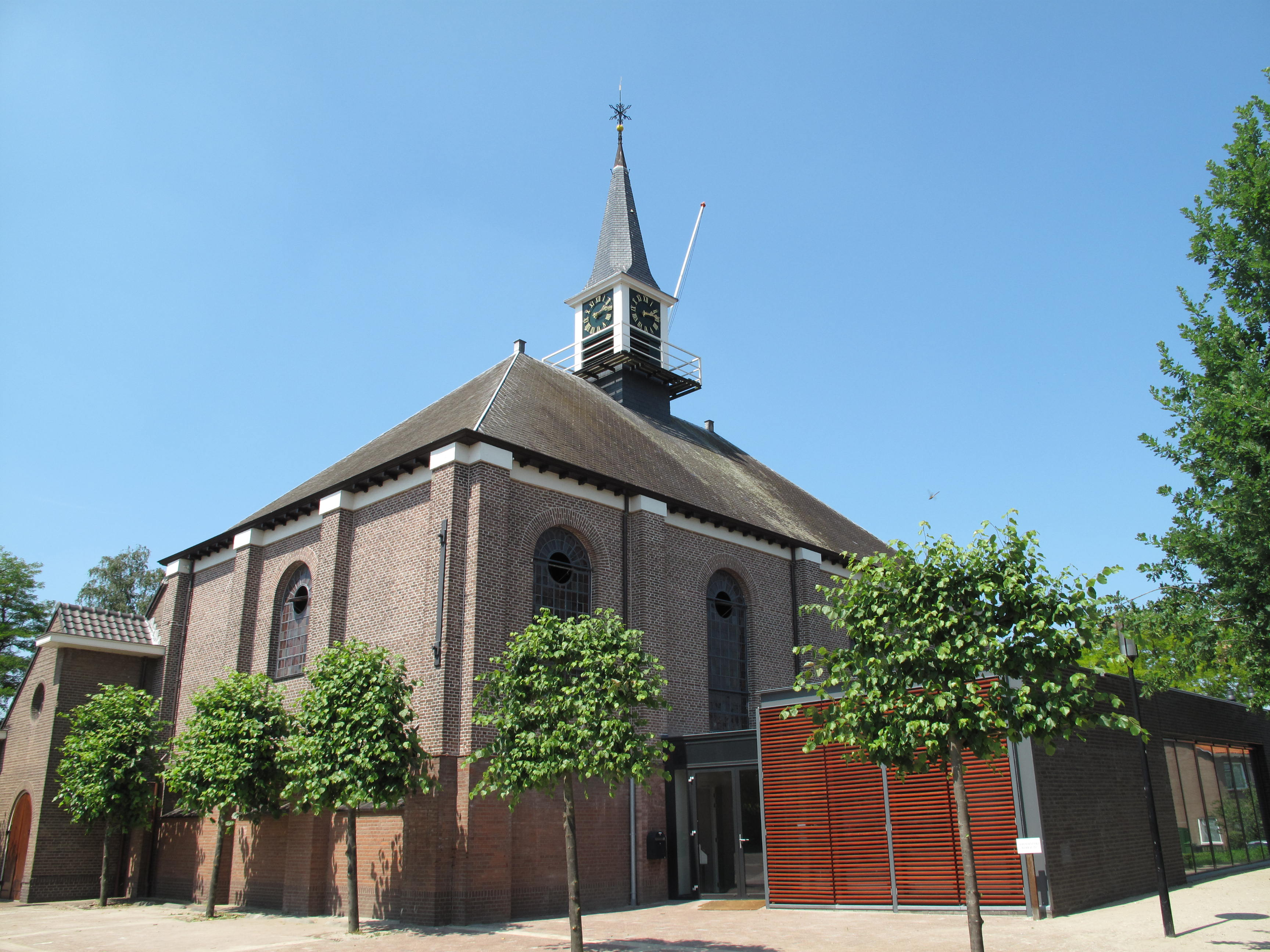
Kirche
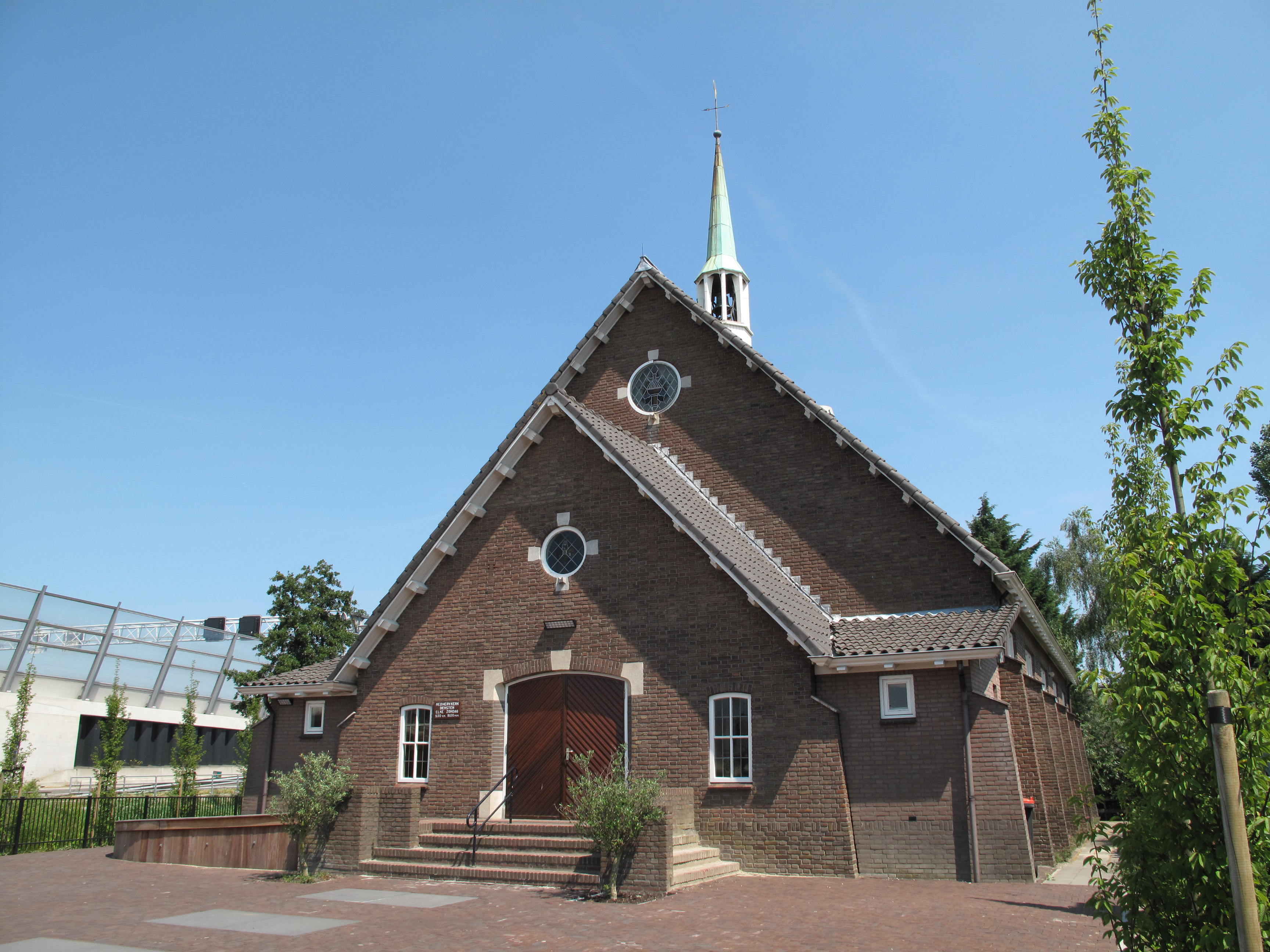
Kirche
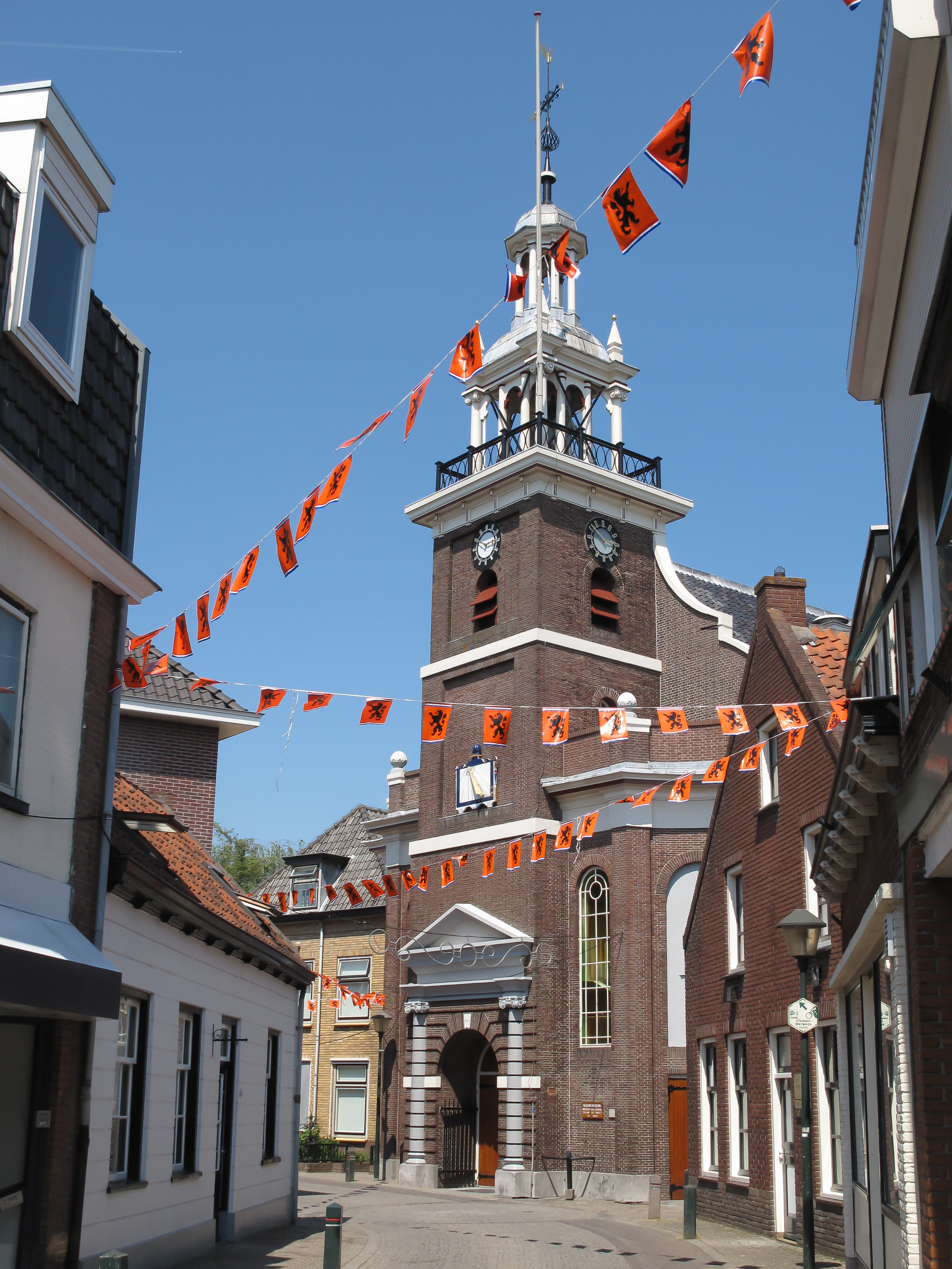
Kirche
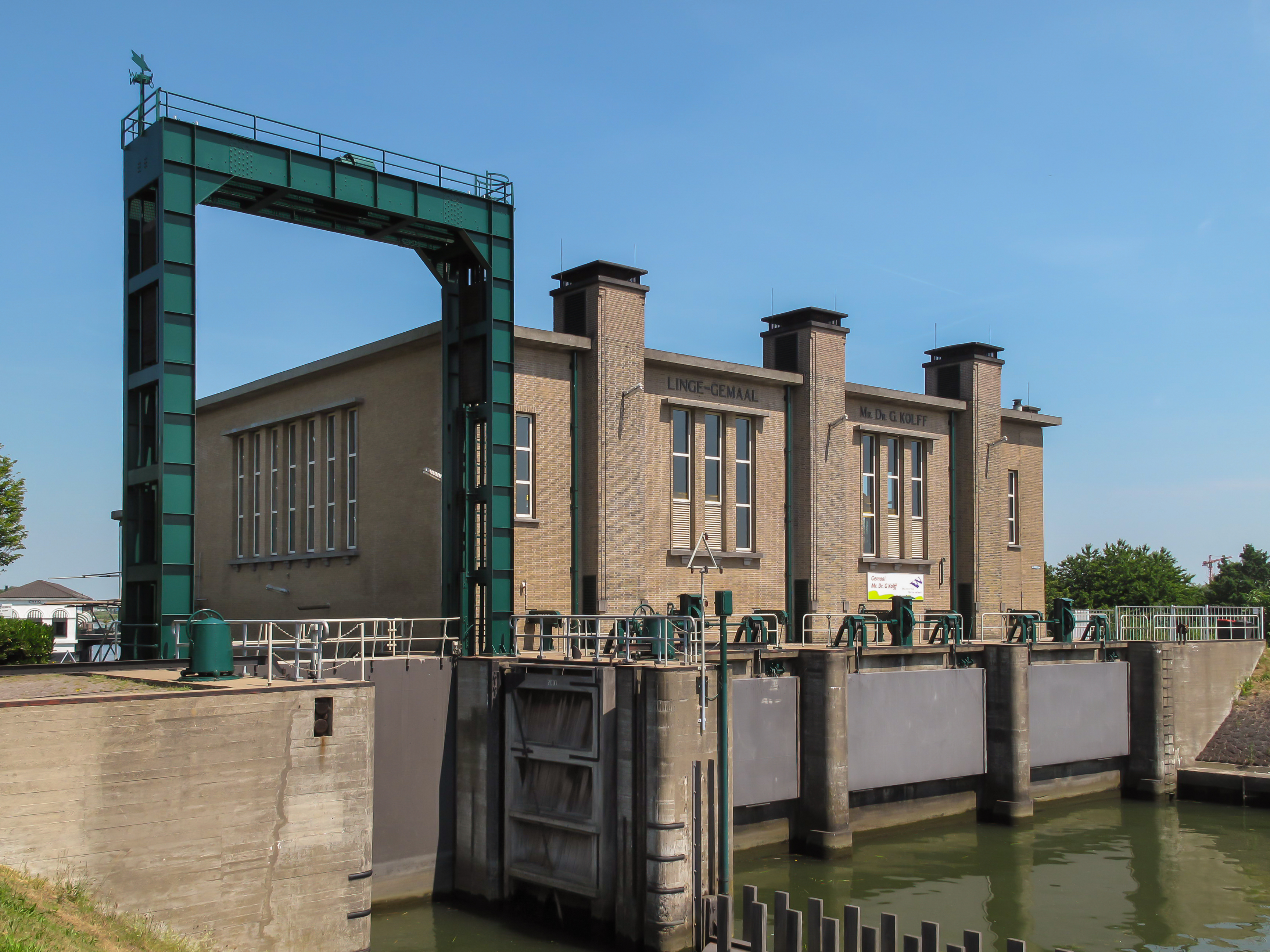
Wasserwerk

## Söhne und Töchter
- Erik de Bruin (* 1963), ehemaliger niederländischer Diskuswerfer und Kugelstoßer
- Keverling Buisman (1890–1944), Begründer der Bodenmechanik in den Niederlanden, Professor in Delft
- Klaas Jan Mulder (1930–2008), niederländischer Organist, Pianist und Chorleiter